# 그리스의 우편번호

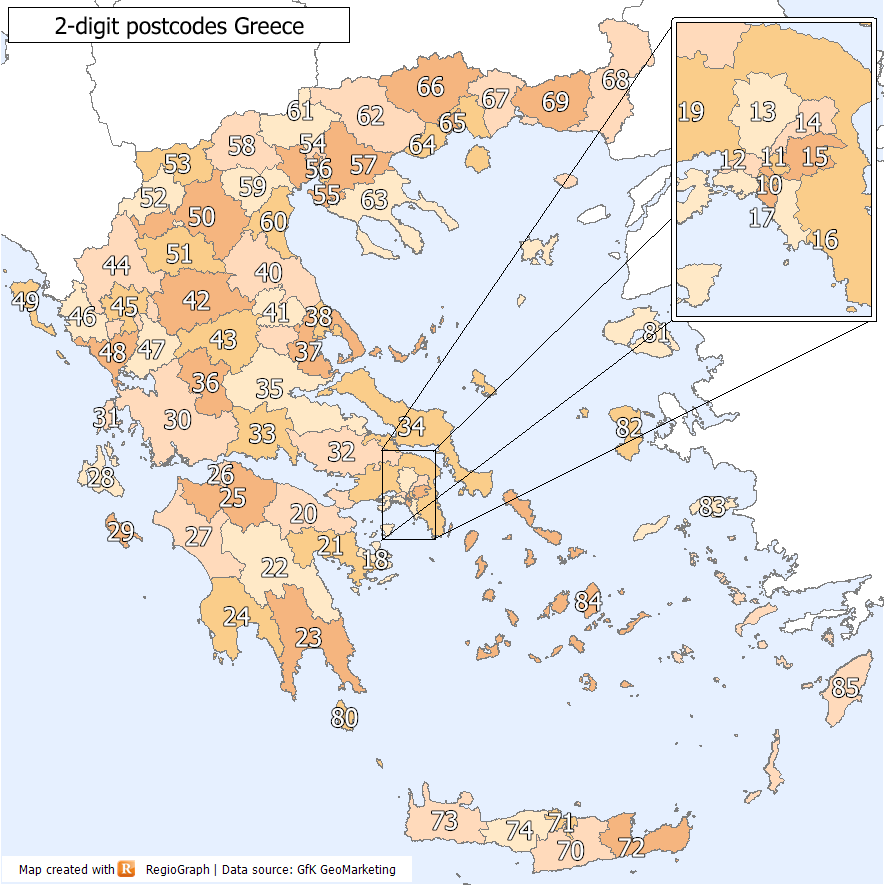
그리스 우편번호 체계에서 첫 두자리에 해당되는 지역별 우편번호

그리스의 우편번호는 헬레니아 포스트 (ELTA, Ελληνικά Ταχυδρομεία)에서 관리한다. 각 도시의 동네와 시골지역마다 다섯자리 숫자로 구성된 우편번호 (그리스어: Ταχυδρομικός Κώδικας, 줄여서 'TK')가 부여된다. 처음에는 아테네와 기타 대도시에서 세자리 지역번호 체계를 사용했으나, 1983년부터 전국을 대상으로 우편번호 체계가 도입되었다.

## 상세
다섯자리 중에서 처음 세 자리 숫자는 도시와 지방자치단체를 식별한다. 마지막 두 자리는 세부 주소를 나타내며, 주요 대도시의 경우에는 각 거리나 그 일부를 나타낸다.
수도 아테네 시의 우편번호는 100번~180번이 할당되어 있다. 나머지 100번대 가운데 180번~199번은 아티키주 일대 지역에 할당되는데 이때 케르키라섬과 로도스섬은 제외된다.
우편번호 다섯자리 중 두번째와 세번째 숫자는 네번째, 다섯번째 숫자와 맞물리도록 복잡한 규칙이 적용되어 있다.
1. 인구가 적은 농촌 지역의 경우 세번째 숫자는 항상 0이며, 마지막 두 자리는 현에 속한 지방자치단체의 순번을 나타낸다. 이 경우에 속하는 현에는 관할 지방자치단체의 수가 적기 때문에 마지막 두 자리 숫자가 50번~60번에 머무르는 경우가 많다.
2. 인구가 많은 도시 지역의 경우 세번째 숫자가 0에서 6~8까지 매겨지며, 네번째와 다섯번째 숫자도 더 높은 숫자로 매겨지기도 한다.
3. 대도시 지역의 경우 세번째 숫자는 0이 매겨지는 경우가 없으며, 반드시 1~9의 숫자가 들어간다. 세번째 숫자가 8이나 9일 경우에는 네번째. 다섯 번째 숫자도 80, 99처럼 더 큰 숫자에 도달하는 경우가 있다.

900번대 우편번호는 사용되지 않는다.

## 지역번호
다음은 그리스 우편번호의 지역별 번호대이다. 다섯자리 숫자 중 처음 세번째 자리까지 해당된다.
- 100번대: 아테네와 아티키주
- 200번대: 펠로폰네소스반도와 이오니아 제도 남부
- 300번대: 그리스 중부, 스포라데스 제도, 레프카다현
- 400번대: 테살리아주, 이피로스주, 케르키라섬
- 500번대: 그리스 중부와 서부, 마케도니아 남부 (그레베나현 남동부 제외)
- 600번대: 그리스 중부와 동부, 북부, 마케도니아 남부, 트라키아
- 700번대: 크레타
- 800번대: 키티라섬, 에게해 제도